# Aphyosemion batesii
Aphyosemion batesii är en fiskart som först beskrevs av Boulenger, 1911.  Aphyosemion batesii ingår i släktet Aphyosemion och familjen Nothobranchiidae. IUCN kategoriserar arten globalt som livskraftig. Inga underarter finns listade i Catalogue of Life.